# Ahsha Rolleová
Ahsha Rolleová, nepřechýleně Ahsha Rolle (* 21. března 1985, Miami Shores) je americká profesionální tenistka. Ve své dosavadní kariéře na okruhu WTA Tour nevyhrála žádný turnaj. V rámci okruhu ITF získala k září 2011 tři titul ve dvouhře a vdevět ve čtyřhře.
Na žebříčku WTA byla nejvýše ve dvouhře klasifikována v září 2007 na 82. místě a ve čtyřhře pak v červnu 2011 na 115. místě. K roku 2011 ji trénoval .
Na US Open 2007 získala divokou kartu do soutěže ženské dvouhry, v níž postoupila přes sedmnáctou nasazenou Tatianu Golovinovou a Karin Knappovou do 3. kola, kde podlehla Rusce Dinaře Safinové.

## Finálové účasti na turnajích okruhu ITF
| $100,000 tournaments |
| $75,000 tournaments  |
| $50,000 tournaments  |
| $25,000 tournaments  |
| $10,000 tournaments  |

### Dvouhra

#### Vítězka (3)
| Č. | Datum          | Turnaj          | Povrch | Finalistka          | Výsledek |
| -- | -------------- | --------------- | ------ | ------------------- | -------- |
| 1. | 30. ledna 2005 | Clearwater, FA  | tvrdý  | Anda Perianuová     | 6–4, 6–3 |
| 2. | 9. října 2005  | Troy, AL        | tvrdý  | Marija Kondratěvová | 6–1, 7–5 |
| 3. | 24. září 2006  | Albuquerque, NM | tvrdý  | Kristina Brandiová  | 6–2, 6–4 |